# 阿德里島
66°22′S 110°27′E / 66.367°S 110.450°E
阿德里島（英語：Ardery Island）是南極洲的島嶼，位於奧德伯特島以西1.8公里，屬於風車行動群島的一部分，長長1公里、寬0.5公里，最高點海拔高度113米，現時由南極條約體系管理。